# José María Bermejo
José María Delgado Gil-Bermejo (Olivares, 1952), conocido como José María Bermejo, es un pintor contemporáneo abstracto español. Ha obtenido importantes becas y premios, expuesto en galerías e instituciones principalmente españolas y andaluzas, pero también internacionales, y ejercido la docencia en la Facultad de Bellas Artes de la UCLM en Cuenca.

## Trayectoria profesional
Nacido en Olivares (Sevilla) el 25-11-1952, cursó estudios en la Escuela de Artes Aplicadas y Oficios Artísticos de Sevilla, entre 1969 y 1972. Continuaría su formación con la asistencia a los cursos de arte de la Universidad Internacional Menéndez Pelayo de Santander en 1977, y de la Universidad de Verano Antonio Machado de Baeza en 1983.
En su pueblo natal se incorporó a un grupo de creadores compuesto por Gerardo Delgado (1942), José Ramón Sierra (1945) y Francisco Gil-Bermejo, que estaban explorando las posibilidades de la poesía, la pintura y la abstracción desde planteamientos innovadores.
Bermejo manifiesta que él mismo llegó a la pintura desde la poesía, pero en fecha tan temprana como 1973 obtuvo el Premio Arte Joven que otorgaba la Galería Juana de Aizpuru, lo que le abrió las puertas para dedicarse a la pintura. Sin embargo, nunca ha abandonado su interés por el valor comunicativo de los signos gráficos, llegando a considerar sus series pictóricas principales como un lenguaje propio, una escritura que hay que descifrar. Algunos títulos de sus exposiciones remiten a esta idea, como "La Palabra, la Pintura, el Silencio", para la Diputación de Sevilla en 2019  o "El Lenguaje de la Línea", para el Instituto de América en Santa Fé (Granada) en 2022. 
El pintor granadino José Guerrero fue su mentor en la Beca de la Casa de Velázquez en Madrid, que obtuvo en 1976, dejando una impronta indeleble en el joven Bermejo, lo que le llevó a desarrollar en su trabajo dentro de la abstracción, el expresionismo y la geometría, que plasma con técnicas mixtas. Otras influencias destacadas en su obra serán el formalismo (ecos de Mondrian, por ejemplo), el expresionismo abstracto norteamericano, especialmente la obra de Robert Motherwell (a quien conoció personalmente en 1981 a través del citado José Guerrero) y otros artistas concretos como Jasper Johns o Frank Stella que pueden vincularse a movimientos artísticos tan variados como el Arte Pop o el "pre-Minimalismo", respectivamente.
En 1981 fue galardonado con la Beca de Promoción de Artes Plásticas e Investigación de Nuevas Formas Expresivas del Ministerio de Cultura Español. Y realizó exposiciones individuales en las galerías Juana de Aizpuru en Sevilla y Buades en Madrid. A principios de los años 80 también participó en exposiciones colectivas, las más destacables: “26 Pintores, 13 Críticos. Panorama de la Joven Pintura Española”  en la Fundación Caja de Pensiones de Barcelona (1982) (exposición itinerante por varias ciudades españolas); “Tres Generaciones de Pintores Sevillanos. Gordillo, Delgado y Bermejo” (Universidad de verano Antonio Machado, Baeza) (1983); “Group Show” (Annina Nosei Gallery, New York) (1984) y “Andalucía Puerta de Europa” (en el Palacio de Exposiciones y Congresos de Madrid) (1985).
Entre 1986 y 1992 se hizo cargo como profesor asociado de la asignatura de Tecnología del color en el primer claustro de profesores de la Facultad de Bellas Artes de Cuenca, cuyo germen había sido la Fundación del Museo de Arte Abstracto Español de Cuenca, fundado por el pintor Fernando Zóbel, y que con su espíritu innovador, contó en sus primeros años con un claustro de profesores jóvenes artistas entre los que se encontraban Gustavo Torner, Eva Lootz y el propio Bermejo.
Los años noventa fueron su etapa más existencialista, donde comenzó su serie "Transmisiones". En el año 1992, en el contexto de apertura al exterior que supuso para Sevilla la Exposición Universal, obtuvo el Primer Premio en el Certamen Internacional de Pintura Ybarra. A partir de 2006 comienza con la serie "Pintura continua", con claro protagonismo en ambas series de las tramas geométricas.
Ya en el siglo XXI ha continuado exponiendo en múltiples instituciones como la Diputación de Sevilla, el Instituto de América en Santa Fé (Granada) o el Museo José María Moreno Galván (La Puebla de Cazalla, Sevilla). En 2011 se realizó una exposición retrospectiva de toda su obra entre 1970 y 2010. Está presente en las colecciones del Centro Andaluz de Arte Contemporáneo, el Museo Patio Herreriano de Valladolid, la Biblioteca Nacional de España, la Fundación Juan March de Madrid, el Colegio de Arquitectos de Sevilla  o The Chase Manhattan Bank, en Nueva York, ente otras.

## Exposiciones
Exposiciones individuales
- 1980 Galería Juana de Aizpuru, Sevilla.
- 1983 Galería Buades, Madrid.
- 1986 Sala de Exposiciones de la Diputación Provincial de Málaga.
- 2006 "Pintura Continua", Galería Rafael Ortiz, Sevilla.
- 2010 "Continúa Pintura Continua", Casa Pemán. Cajasol, Cádiz.
- 2011 "J.M. Bermejo. Pinturas 1970-2010", Centro Cultural Cajasol, Sevilla.[13]
- 2018 “Música encarnada”. Galería La Caja China, Sevilla.[14]
- 2019 “La palabra, la pintura, el silencio”. Sala Triunfo, Casa de la Provincia. Diputación de Sevilla.[15]
- 2022 “El lenguaje de la línea”. Instituto de América, Santa Fe (Granada).[5]
- 2023 “Proceso preciso”. Colegio Oficial de Arquitectos de Sevilla, Sevilla.[6]
- 2025 “Muros de lenguaje”. VASE, Sevilla.

Exposiciones Colectivas
- 1982 “26 Pintores, 13 Críticos. Panorama de la Joven Pintura Española”. Fundación Caja de Pensiones de Barcelona (Exposición itinerante por varias ciudades españolas).
- 1983 “Tres Generaciones de  Pintores Sevillanos. Gordillo, Delgado y Bermejo”. Universidad de verano Antonio Machado, Baeza.
- 1984 “Group Show”. Annina Nosei Gallery, New York.
- 1985 “Andalucía Puerta de Europa”. Junta de Andalucía, Palacio de Exposiciones y Congresos de     Madrid.
- 2002 “Andalucía y la Modernidad”. Centro Andaluz de Arte Contemporáneo, Sevilla.
- 2020 “De la tradición moderna en Olivares”. Casa de la Provincia. Diputación de Sevilla.[3]

## Becas y Premios
- 1973 1º Premio Arte Joven, Galería Juana de Aizpuru, Sevilla.
- 1976 Beca de la Casa Velázquez, Madrid.
- 1981 Beca del Centro de Promoción de Artes Plásticas e Investigación Nuevas Formas Expresivas del     Ministerio de Cultura.
- 1986 Premio del Certamen de Pintura de la Fundación Luis Cernuda de Diputación Provincial de Sevilla.
- 1992 1º Premio en el Certamen Internacional de Pintura Ybarra, Sevilla.